# Joe Romersa
Joseph M. Romersa (* 27. Juli 1956 in Kalifornien) ist ein amerikanischer Sänger, Songschreiber, Schlagzeuger, Multi-Instrumentalist, Produzent und Soundtechniker.
Während seiner Karriere arbeitete er mit vielen anderen Musikern zusammen wie etwa John Prine, Bette Midler, David Lindley, Art Garfunkel, Bruce Springsteen, The Dickies, The Lettermen, Peaches und Bob Dylan zusammen. Er gewann einen Electronic Music Award im Jahr 1973.
Ab 2003 konnte Romersa vom Musikproduzent Akira Yamaoka für Konamis Silent-Hill-Videospiel-Reihe gewonnen werden. Hier erlangte er als Sänger und Songschreiber die meiste Bekanntheit. Unter Musikfans hat er sich zudem als Musiker der früheren "Thai-Western"-Band Soy Cowboy einen Namen gemacht. Er lieh seine Stimme zudem mehreren US-Lokalisationen von japanischen Anime-Produktionen.
Romersa lebt in Kalifornien und produziert Musik in den Shadow Box Studios.